# شريان فرجي غائر
الشريان الفرجي الغائر (بالإنجليزية: Internal pudendal artery)‏ والذي ينشأ من شريان حرقفي غائر.
شريان فرجي غائر يعتبر أقصر عند النساء مقارنة مع الرجال.

## صور

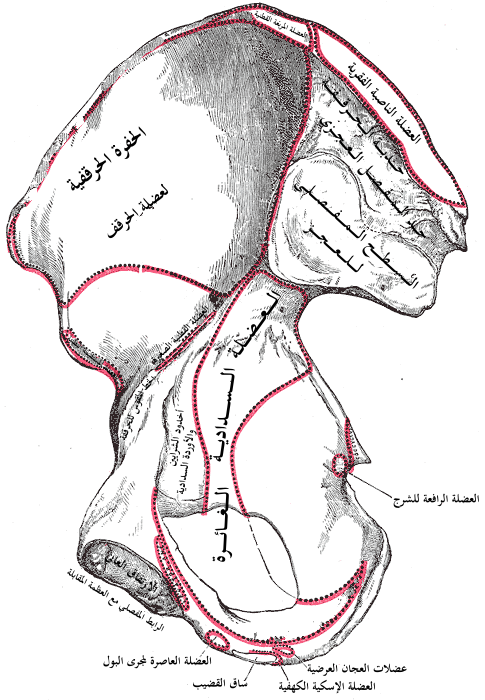
الحوض الأيمن.وجه داخلي.

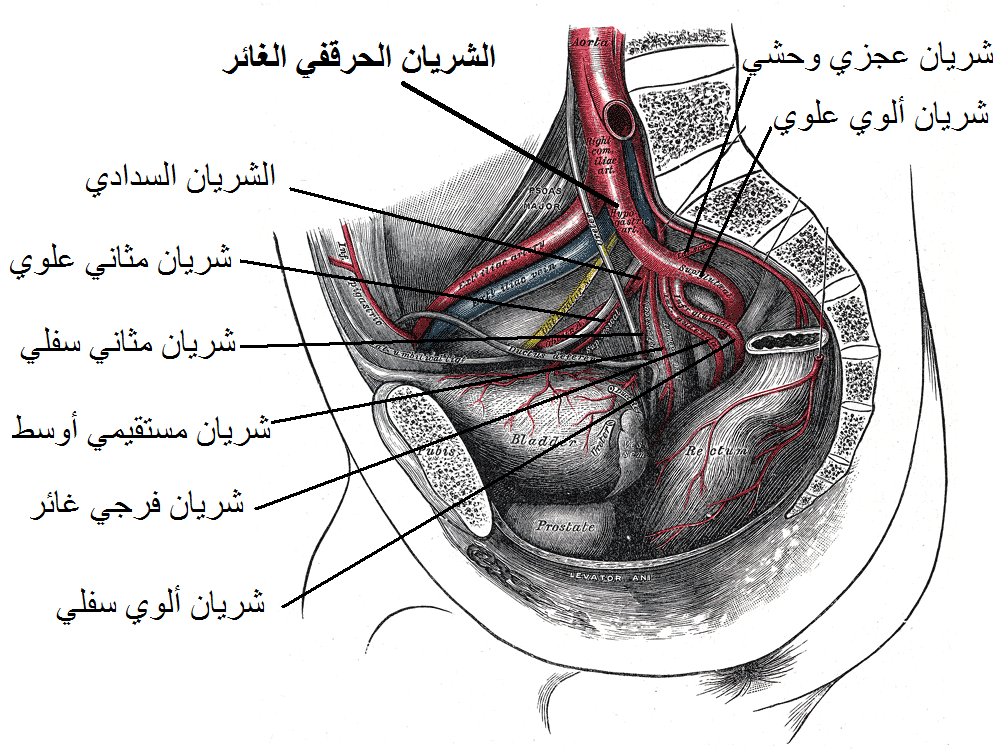
شريان حرقفي غائر مع فروعه ويظهر شريان فرجي غائر.

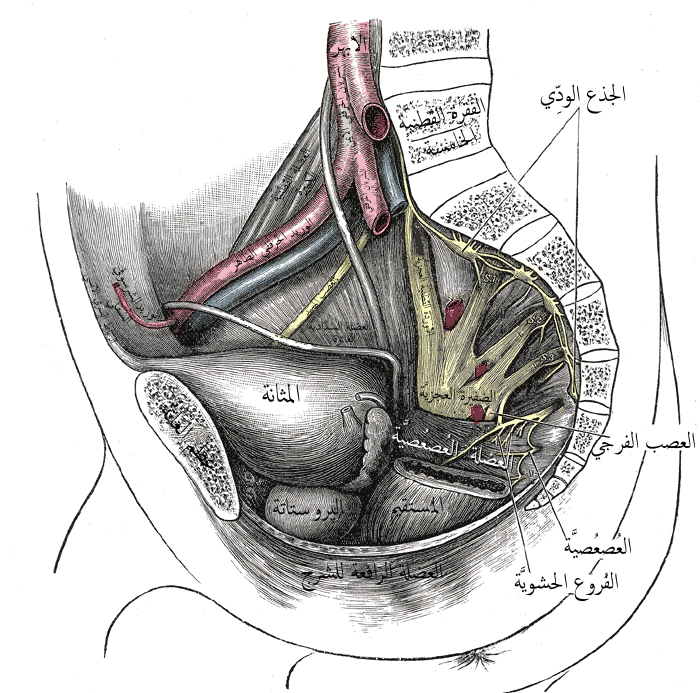
Dissection of side wall of pelvis showing sacral and pudendal plexuses.
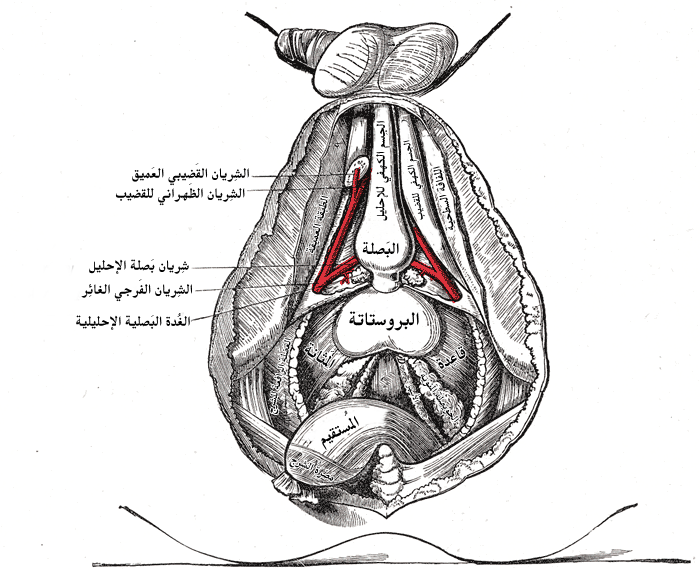
الفروع العميقة من شريان حرقفي غائر.
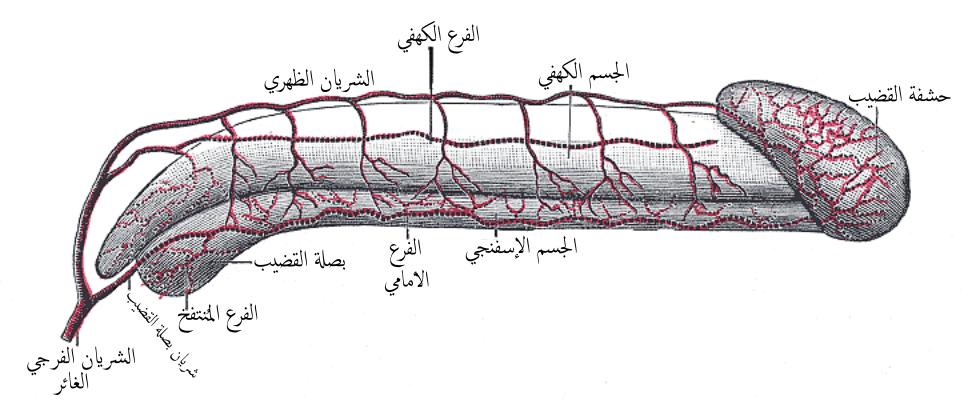
شكل توضيحي لشرايين القضيب.
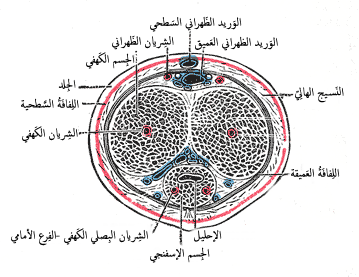
مقطع للقضيب يظهر الأوعية الدموية.